# Аполодор от Селевкия
Аполодор от Селевкия (на старогръцки: Ἀπολλόδωρος; Apollodorus; Apollodorus Ephillus; fl ок. 150 пр.н.е.) от Селевкия е древногръцки философ стоик. Той е ученик на Диоген Вавилонски.
Той е автор на εἰσαγωγαί, речник по стоицизъм, цитиран от Диоген Лаерций.